# The Man on Horseback

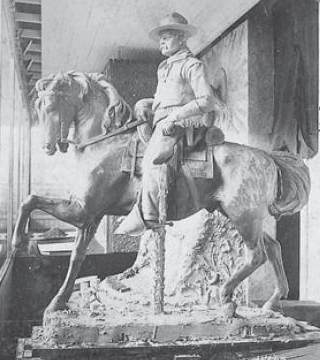
The Man on Horseback, 1904

The Man on Horseback war eine Butterskulptur, die den US-amerikanischen Präsidenten Theodore Roosevelt als lebensgroßes Reiterstandbild zeigte. Sie wurde 1904 von einem unbekannten Butterschnitzer für die Präsentation von North Dakota auf der Louisiana Purchase Exposition angefertigt.

## Hintergrund

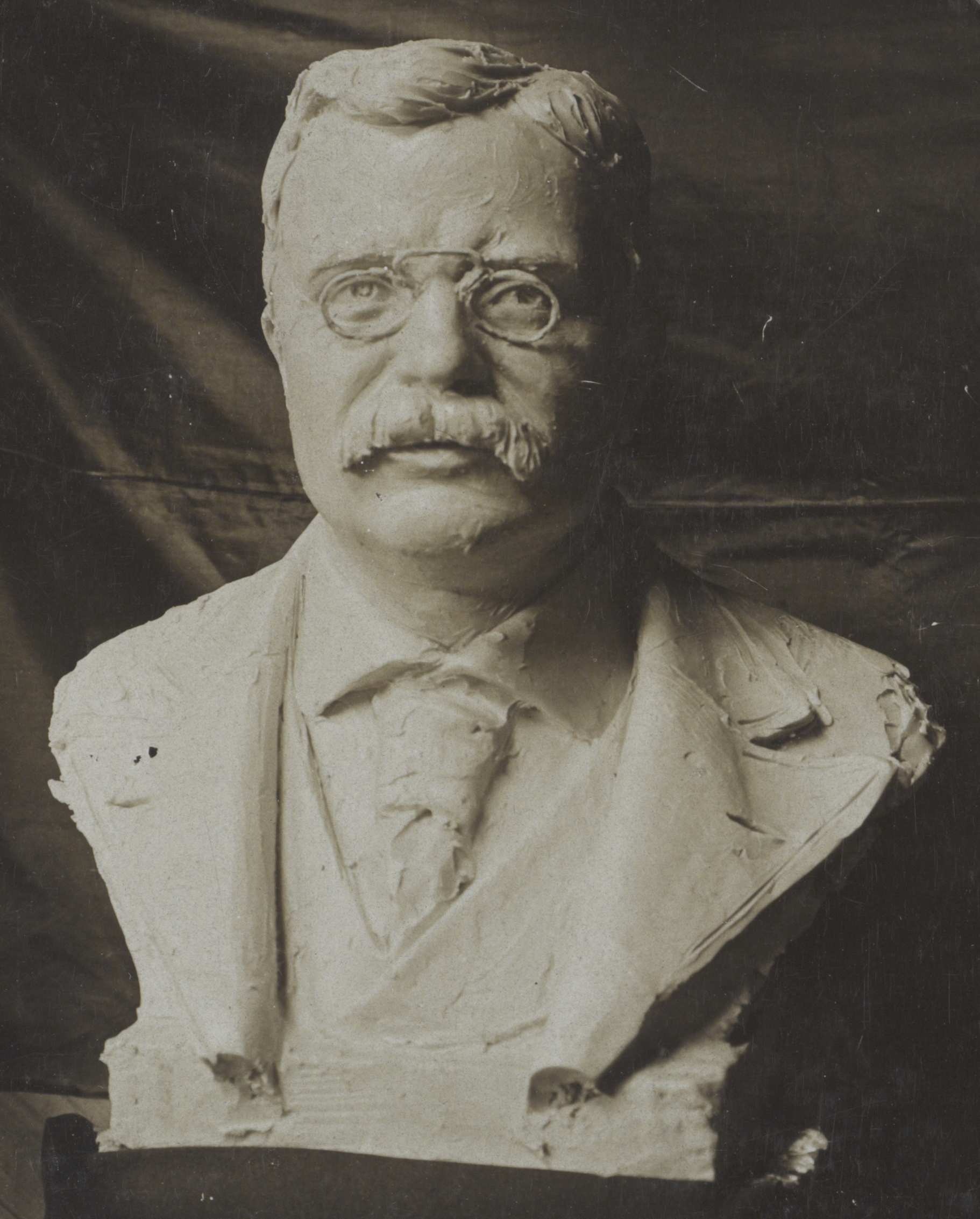
Büste Theodore Roosevelts aus Butter, 1904

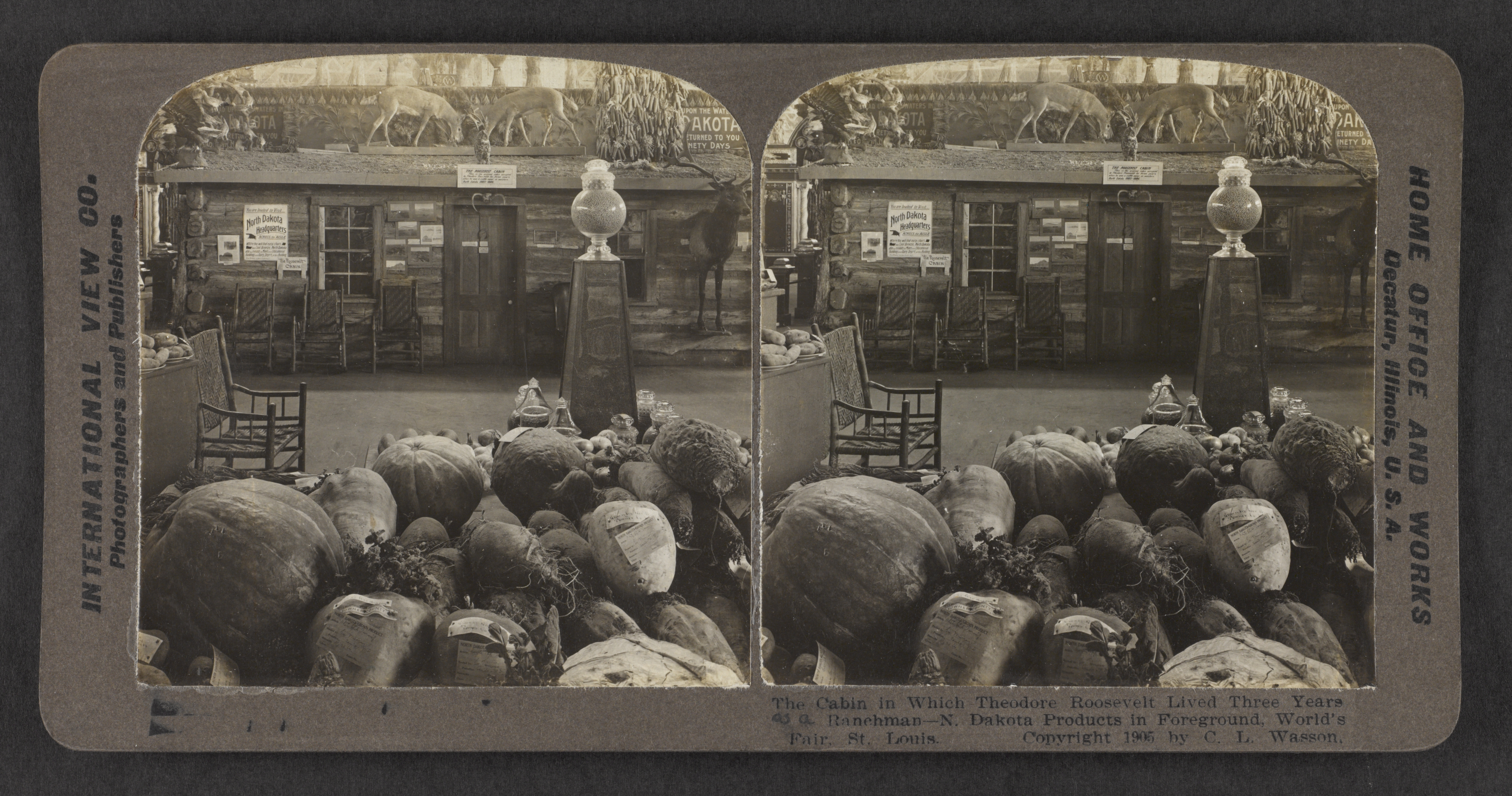
Nachbau der Hütte Roosevelts auf der Louisiana Purchase Exposition, 1904

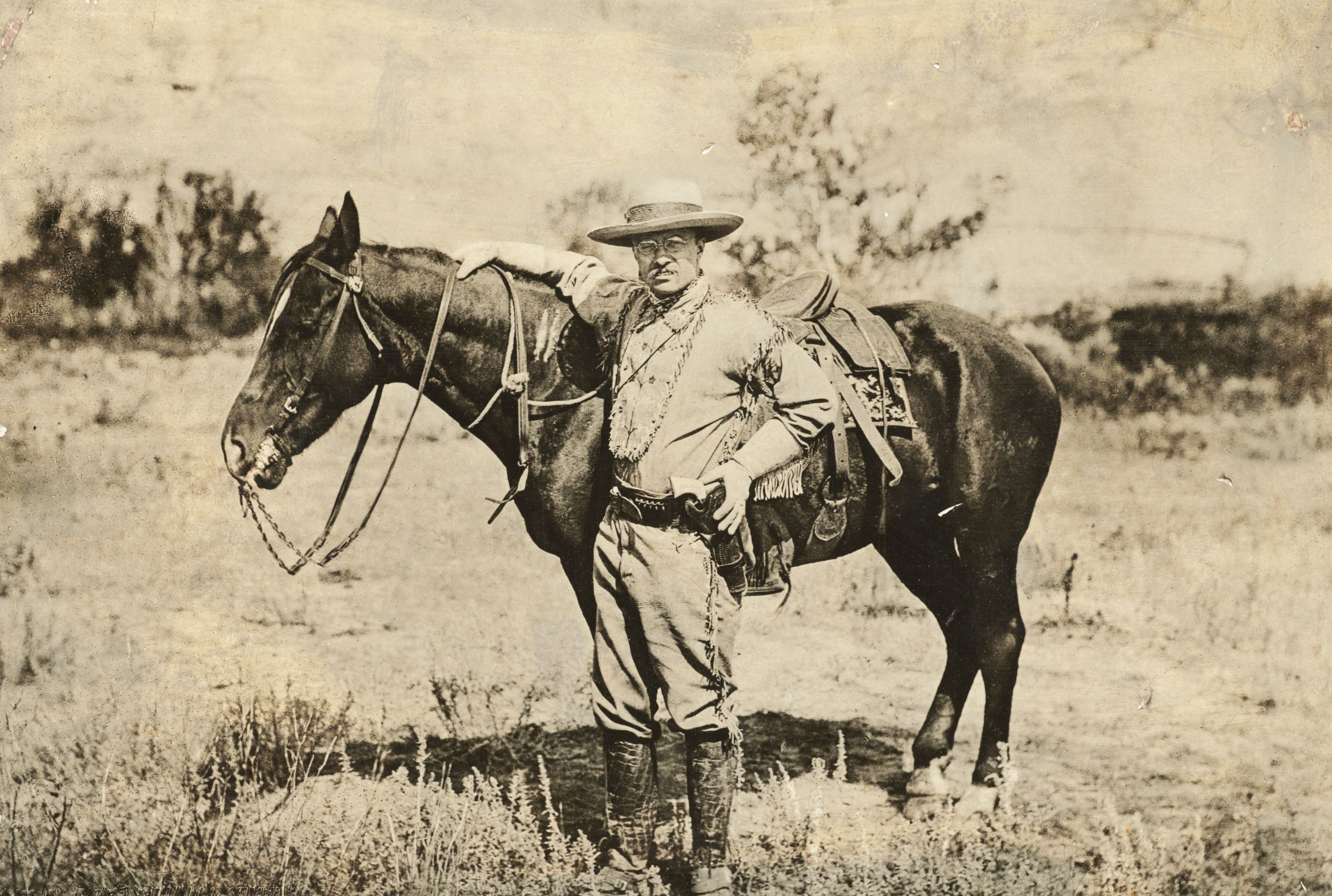
Theodore Roosevelt als Rancher, Dakota-Territorium, 1885

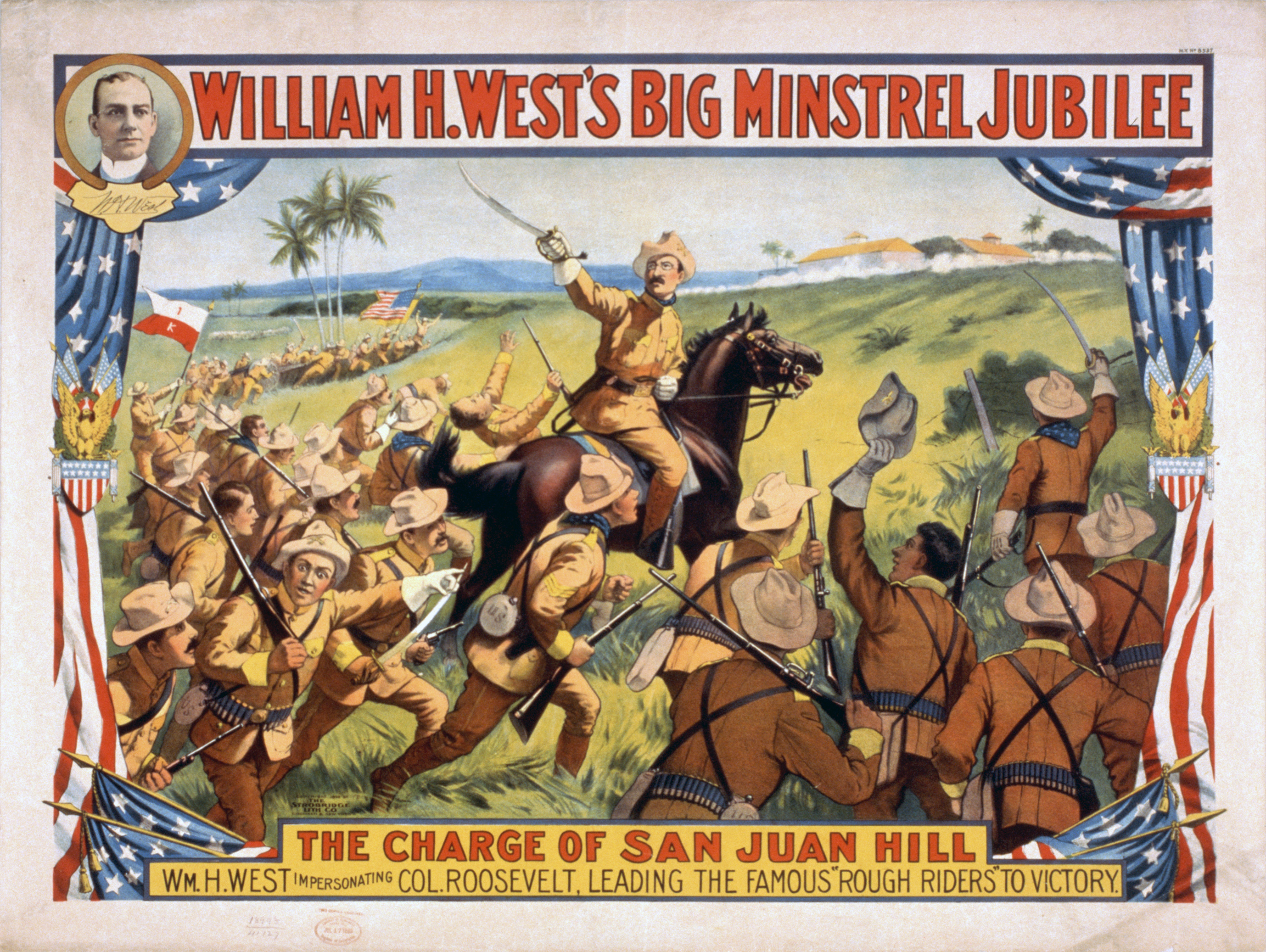
Werbung für eine Minstrel Show mit der nachgestellten Schlacht von San Juan Hill, ca. 1899

Von Theodore Roosevelt sind vier Butterskulpturen bekannt, die auf verschiedenen State Fairs und Weltausstellungen gezeigt wurden. Auf der Minnesota State Fair im September 1898 wurde eine Skulptur zum Thema „Spanisch-Amerikanischer Krieg“ gezeigt. Auf dem Sockel der Darstellung der Columbia, die einen gefallenen Soldaten beschützt, befanden sich mehrere Reliefs. Eines zeigte den Angriff der „Rough Riders“, angeführt von Theodore Roosevelt, während der Schlacht von San Juan Hill. E. Frances Milton, die Ehefrau des Inhabers der Milton Dairy Company in St. Paul, hatte die Skulptur zur Werbung für das Familienunternehmen aus mehr als 200 Kilogramm Butter angefertigt. Bilder dieser Skulptur sind nicht überliefert. 1904 fand in St. Louis, Missouri die Louisiana Purchase Exposition statt. Unter den zahlreichen Butterskulpturen verschiedener Bundesstaaten befand sich neben The Man on Horseback eine Büste Theodore Roosevelts, die vom Bundesstaat New York gestiftet wurde. 1910 wurde auf der Minnesota State Fair Theodore Roosevelt mit einem toten Löwen von John K. Daniels gezeigt.
Das Reiterstandbild The Man on Horseback wurde von North Dakota bereitgestellt und von einem unbekannten Bildhauer angefertigt. Im Vergleich zu der eher konservativen und staatsmännischen Büste New Yorks zeigte das Reiterstandbild einen Theodore Roosevelt, wie ihn die Besucher wiederzuerkennen glaubten. Roosevelt war in der Schlacht von San Juan Hill zum Kriegshelden geworden. Obwohl er den Hügel mit seinen Rough Riders zu Fuß erstürmte zeigten ihn die zeitgenössischen Abbildungen zu Pferd, wie er mit erhobenem Säbel oder gezogenem Revolver als Erster auf den Hügel stürmt. Diese Darstellungen sind in das kollektive Gedächtnis der Amerikaner eingegangen. Auch das tägliche Nachstellen der Schlacht auf dem Ausstellungsgelände verstärkte den Eindruck, Roosevelt sei mit dem Reiterstandbild wie üblich als Kommandeur der Rough Riders dargestellt. Den Besuchern der Louisiana Purchase Exposition wurde tatsächlich ein anderer Roosevelt gezeigt. In den 1880er Jahren, nach dem Tod seiner ersten Ehefrau, hatte er etwa drei Jahre lang eine Ranch im Dakota-Territorium bewirtschaftet. Die Ausstellungskommission North Dakotas nutzte die große Popularität Roosevelts, der im November 1904 für seine zweite Amtszeit gewählt wurde, zur eigenen Darstellung. Die Butterskulptur zeigt Roosevelt nicht in seiner Uniform der Rough Riders, sondern als Rancher in der typischen Cowboy-Kleidung, wie er sie im Dakota-Territorium getragen hat. Außerdem wurde im Ausstellungsbereich North Dakotas die Hütte nachgebaut, in der Roosevelt um 1884 gelebt hatte.

## Beschreibung

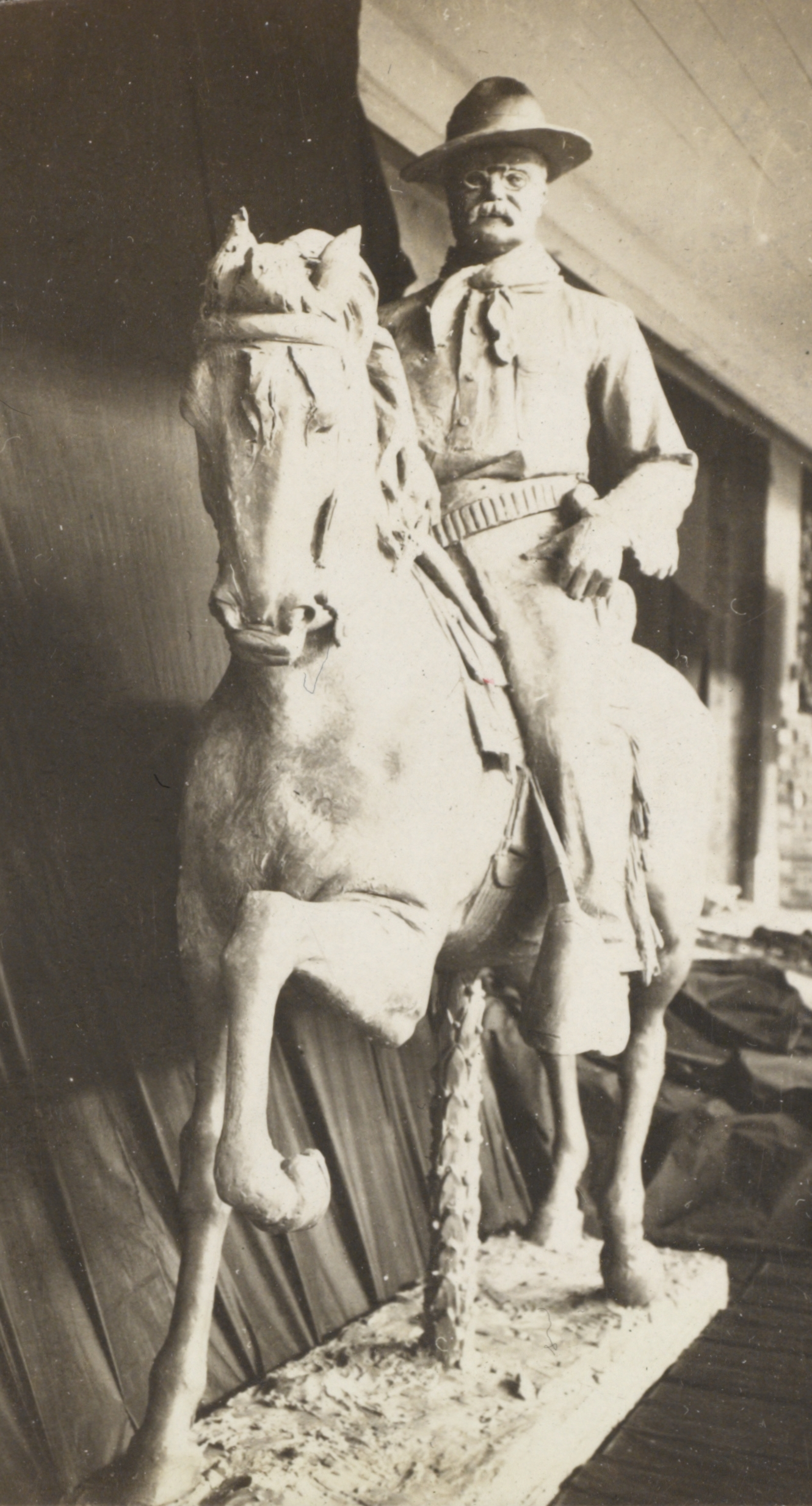
The Man on Horseback

Die Skulptur befindet sich auf einer flachen, rechteckigen Plinthe, deren Oberfläche zur Nachahmung eines Erdbodens modelliert wurde. Aus der Plinthe ragt eine runde Säule empor, die mit Butter überzogen wurde und auf der ganzen Höhe floralen Dekor aufweist. Große Butterskulpturen hatten immer eine Stützkonstruktion aus Metall oder Holz, an dem ein Drahtgeflecht in der groben Kontur der Skulptur befestigt war. Auf diese Unterlage wurde die Butter in der erforderlichen Stärke aufgetragen und modelliert. Die Säule des Man on Horseback ist der einzige sichtbare Teil des Unterbaus.

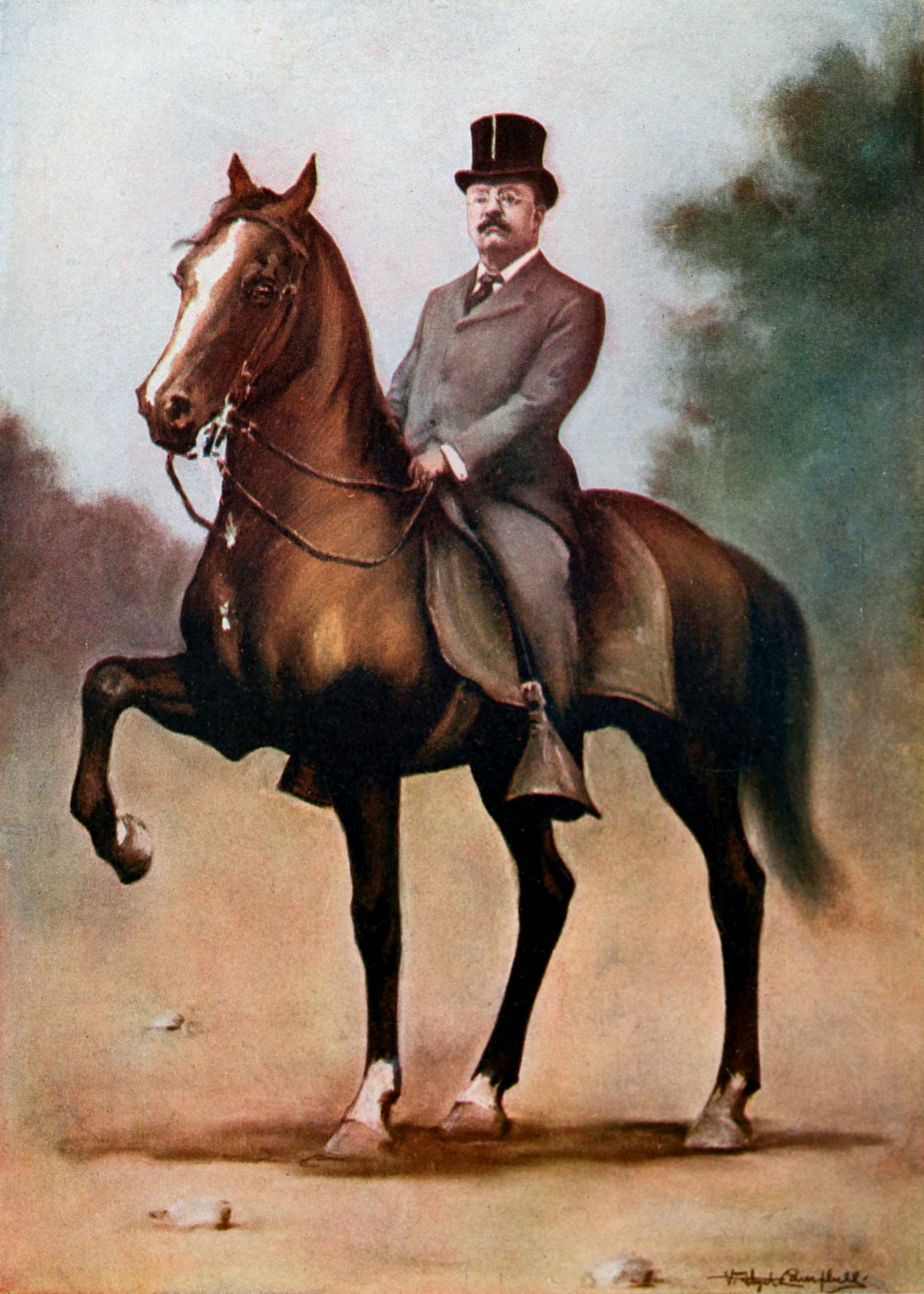
Roosevelt zu Pferd, Studie von V. Floyd Campbell, nach einer Fotografie

Das Pferd steht auf drei Beinen, das linke Vorderbein ist erhoben und zweifach abgeknickt. Roosevelt, der mit seinem ausgeprägten Oberlippenbart und seinem Zwicker sicher identifiziert werden kann, sitzt betont aufrecht im Sattel. Er trägt nicht die Uniform der Rough Riders, sondern eine typische Cowboy-Kleidung mit breitkrempigem Hut, Halstuch, geknöpftem Hemd, fransenbesetzte Jacke und Cowboyhosen mit ledernem Beinschutz. Über den Hüften trägt er einen Revolvergurt. Roosevelt hält in seiner rechten Hand locker die Zügel und seine Linke liegt auf der Waffe.
Es ist keine unmittelbare Vorlage der Statue bekannt. Es sind aber einige Darstellungen Roosevelts überliefert, die dem Künstler vorgelegen haben könnten. Die Pose des Pferdes ähnelt bis in das Detail der Abdeckung für die Stiefel einer Studie in Pastell des Illustrators und Karikaturisten V. Floyd Campbell, die 1903 in The Booklovers Magazine veröffentlicht wurde. Die Kleidung Roosevelts könnte einer der Darstellungen aus der Zeit in North Dakota entnommen sein, wie sie in seinen beiden autobiografischen Schriften Hunting Trips of a Ranchman und Ranch Life and the Hunting Trail abgedruckt wurden.
Die Maße der Skulptur sind nicht überliefert. Auch über die Dauer der Präsentation liegen keine Angaben vor. Allerdings wurde zunächst eine dreiviertelgroße Reiterstatue von Frederick Schmol gefertigt und aufgestellt, die den Spott der Ausstellungsbesucher auf sich zog. Das Pferd habe erkennbar gegrinst und Roosevelt sei ohne seine üblichen Attribute als ein kleiner vertrockneter Mann dargestellt gewesen, bemängelte der Lieutenant Governor von North Dakota vor Gericht die Arbeit. Für die Skulptur stellte Schmol 475 US-Dollar in Rechnung, von denen 100 Dollar bei der Lieferung der Unterkonstruktion und der Rest bei der Abnahme der fertigen Skulptur fällig waren. Die Ausstellungskommission North Dakotas weigerte sich jedoch den Restbetrag zu zahlen. Die mangelhafte Statue wurde durch eine einwandfreie ersetzt, deren Bildhauer nicht bekannt ist. Die Ausstellung endete am 1. Dezember 1904. Üblicherweise wurden die nach einer Ausstellung nicht mehr benötigten Butterskulpturen an Tiere verfüttert oder zu Seife verarbeitet.